# Meisje met de parel
Meisje met de parel is een schilderij uit circa 1665-1667 van de Hollandse meester Johannes Vermeer. Het is uitgegroeid tot diens populairste kunstwerk. Meisje met de parel kwam in 1902 in het bezit van het Mauritshuis in Den Haag.

## Beschrijving
Het schilderij is geen portret, maar een tronie, een fantasiekop. Rembrandt maakte dit genre in de 17e eeuw populair. Tronies werden in groten getale voor de open markt geproduceerd. Anders dan bij portretten waren de modellen vrijwel altijd anoniem. Net als Vermeers andere modellen heeft men het meisje nooit kunnen identificeren. Hoewel zijn oudste dochter Maria, die in die periode twaalf à dertien jaar oud was, als kandidaat wordt genoemd is daar geen enkel bewijs voor.
Het afgebeelde meisje draagt een blauwe tulband met een gele, omlaag vallende doek. De tulband werd nat-in-nat geschilderd en bevat tinten van een mix van loodwit en ultramarijn, met daaroverheen een ultramarijn-blauwe glacislaag.
De hoofdbedekking contrasteert met het bruinachtig gele jasje met de witte kraag. In het oog springt de 'parel', die geen parel is; een grootse creatie van glimlichten en schaduwen en rafelige randen. Met twee verfstreken gaf Vermeer linksboven aan de parel een helder lichtaccent en onderaan een weerschijn van haar witte kraag. Gezien de grootte en de metalige weerkaatsing (geen lichtverstrooiing zoals bij een parel) is het eerder een glazen, gelakte 'druppeloorbel' dan een natuurlijke parel. Ook de modellen op Meisje met de rode hoed en Meisje met de fluit dragen dergelijke oorbellen.
Het lijkt alsof het meisje met haar onbevangen blik direct contact zoekt met de toeschouwer. Haar vochtige, extra rood aangezette lippen geven haar een sensuele uitstraling. De achtergrond is zwart, maar was oorspronkelijk donkergroen. Door de aantasting van kleur en glans is die laag in de loop der eeuwen donkerder geworden.

## Naamgeving
Tot 1995 stond het schilderij bekend als Meisje met tulband. Toen besloot het Mauritshuis dat Meisje met de parel een betere naam zou zijn. Vincent Icke kwam in 2014 tot de conclusie dat de oorbel geen parel kan zijn: de spiegelende weerkaatsing, peervorm en grootte zijn vreemd aan een gangbare parel. Ondanks dit gegeven, wilde het museum de naam niet opnieuw wijzigen.

## Eigenaren
Na Vermeers dood in 1675 vermeldde de inventarislijst van zijn bezittingen Twee tronijnen geschildert op sijn Turx. Meisje met de parel kan één daarvan zijn geweest. Vermeers mecenas Pieter van Ruijven was mogelijk na Vermeer de eerste eigenaar. Bij zijn dood in 1674 liet Van Ruijven zijn kunstverzameling na aan zijn weduwe. Via zijn dochter kwamen de schilderijen in het bezit van Van Ruijvens schoonzoon Jacob Dissius. Op 16 mei 1696 werden uit Dissius' nalatenschap 21 schilderijen van Vermeer geveild in Amsterdam, waaronder drie tronies (nr. 38, 39 en 40). Deze brachten respectievelijk 10, 17 en 46 gulden op. De veilinglijst beschreef één daarvan als Een Tronie in Antique Klederen, ongemeen konstig.
In 1881 dook het op bij de 'veiling Braams' in het Venduehuis der Notarissen in Den Haag. Het stond in de catalogus omschreven als Meisjeskop het hoofd met een doek omwonden. Vermeld werd dat de schilder onbekend was. Victor de Stuers, rijksambtenaar voor kunsten, en zijn buurman en vriend, kunstverzamelaar Arnoldus Andries des Tombe (1816-1902) brachten op de kijkdag een bezoek aan het schilderij. Het doek was echter te vuil om meteen een juiste beoordeling te geven, maar ze zagen er wel de kwaliteit van in. Om geen argwaan te wekken, spraken ze af dat Des Tombe het zou proberen te verwerven. Deze kocht het schilderij voor het luttele bedrag van twee gulden, plus dertig cent veilingcommissie. Bij de restauratie van het verwaarloosde werk in Antwerpen werd na het verwijderen van de vergeelde vernislaag in de linkerbovenhoek de signatuur van Vermeer ontdekt: IVMeer (Iohannes Vermeer ineen). Des Tombe had geen nakomelingen en vermaakte bij zijn overlijden in 1902 een deel van zijn kunstverzameling aan het Mauritshuis, waaronder dit schilderij.
Tijdens de Duitse bezetting van Nederland in de Tweede Wereldoorlog kwam het schilderij in handen van nazi-Duitsland, maar bleef in Nederland. In april 1941 werd het met lijst ter beveiliging opgeslagen in een bunker voor kunst in de duinen bij Zandvoort en in mei 1942 in een kluis in de Zuid-Limburgse Sint-Pietersberg.

## Craquelures
Het schilderij hing eeuwen geleden tegen een buitenmuur. Vocht en koude lucht stroomden van buiten door kieren de kamer in waar het werk hing. Daardoor brak aan de voorkant de verf en ontstond er een veelvoud aan craquelures. Met retouches werd in de negentiende eeuw getracht het verval te verhullen.
Nadat Des Tombe het schilderij in 1881 kocht, werd in Antwerpen het doek aan de achterkant verstevigd met nieuw linnen. Hierbij werd stijfselpap gebruikt, waardoor het originele doek nat werd en kromp. De craquelures geraakten daardoor nog opzichtiger en sommige schoven over elkaar heen. Eén schilfertje viel omgekeerd op de oorbel en bleef daar plakken. De achterkant van het schilfertje was wit en glinsterde. Pas in 1996 werd ontdekt dat dit geen toevoeging van Vermeer was en werd het schilfertje weggehaald.

## Meisje in de schijnwerper
Onder het motto Meisje in de schijnwerper werd het schilderij van 26 februari tot en met 11 maart 2018 op initiatief van het Mauritshuis aan een grondig technisch onderzoek onderworpen. Belangrijkste doelstellingen waren te achterhalen welke materialen Vermeer gebruikte en hoe hij schilderde. De werkzaamheden vonden plaats in de Gouden Zaal van het Mauritshuis en konden door de museumbezoekers worden gadegeslagen. Het project werd begeleid door het Netherlands Institute for Conservation+Art+Science+, waarin het Rijksmuseum Amsterdam, Universiteit van Amsterdam, TU Delft en Rijksdienst voor het Cultureel Erfgoed betrokken zijn. Tot de andere onderzoekers behoorden wetenschappers van de Universiteit Maastricht, National Gallery of Art uit Washington, Shell Technology Centre Amsterdam, Hirox Europe en Universiteit Antwerpen. Op het schilderij werd onder meer röntgen en digitale microscopie en MA-XRF scanning toegepast. Het vorige onderzoek dateerde uit 1994, toen onder meer verfmonsters werden genomen.
De onderzoeksresultaten werden op 28 april 2020 publiek gemaakt. Een van de ontdekkingen was dat het erop lijkt dat de achtergrond geschilderd was als een groen gordijn. Er werd namelijk ontdekt dat de achtergrond rechtsboven oorspronkelijk kleurverschillen bevatte die de suggestie gaven van geplooide stof. Voor het blauw in de tulband gebruikte Vermeer veel ultramarijn, een toen erg dure verfsoort. Vermeer schilderde bij het Meisje met de parel van de achtergrond naar de voorgrond. Eerst werd de achtergrond groen geschilderd, vervolgens de huid, en daarna achtereenvolgens de gele jas, witte kraag, hoofddoek en oorbel, bestaande uit dekkende en doorschijnende vegen witte verf. Saillant detail is dat bij de oorbel een bevestigingshaakje ontbreekt. Hoewel er met het blote oog geen wimpers zijn waar te nemen, bleek uit onderzoek dat Vermeer op die plek toch kleine haartjes had geschilderd. Ook werden in de verf haartjes van zijn verfkwasten aangetroffen. Uit het onderzoek werd niet duidelijk of het meisje op het schilderij echt heeft bestaan. Om voor een portret door te gaan, bevat het afgebeelde meisje te weinig onderscheidende kenmerken, maar het bleef ongewis of een echt iemand voor Vermeer geposeerd had of dat hij zonder een model had geschilderd.

## In populaire cultuur
- Op 19 mei 2006 werd het werk in een door dagblad Trouw georganiseerde verkiezing met 26% van de stemmen verkozen tot het mooiste schilderij van Nederland.
- In 1999 publiceerde de Amerikaanse schrijfster Tracy Chevalier de roman Girl with a Pearl Earring. Het werd in het Nederlands in 2001 uitgegeven als Meisje met de parel. Het werd in 2003 verfilmd onder dezelfde titel. De Brit Colin Firth speelt de schilder en de Amerikaanse Scarlett Johansson het meisje, waarbij zowel het boek als de film ervan uitgaan dat het meisje een dienstmeisje was.
- De Amerikaanse singer-songwriter David Olney schreef voor zijn album Sweet Poison een lied over dit schilderij (Mister Vermeer).
- De Vlaamse zangeres Aurélie Van Rompay bracht in 2015 het nummer Het Meisje met de Parel uit.

## Klimaatactie
Op 27 oktober 2022 was het schilderij doelwit van drie klimaatactivisten, die een t-shirt droegen van de organisatie 'Just Stop Oil'. Een van de drie, de klimaatactivist Wouter Mouton, kleefde zichzelf met zijn hoofd vast aan het glas voor het schilderij. Daarna werd een rode vloeistof over hem gegoten door een andere activist, die zichzelf met zijn hand vastkleefde naast het schilderij. Het schilderij zelf raakte niet beschadigd.

## Tentoonstellingen (selectie)
Tijdens een grootscheepse renovatie en uitbreiding van het Mauritshuis, tussen april 2012 en juni 2014, ging het schilderij samen met andere topstukken van de collectie op reis naar Japan, de Verenigde Staten en Italië. De tentoonstellingen in Tokio, Kobe, New York, San Francisco, Atlanta en Bologna werden door 2,2 miljoen personen bezocht.